# 约瑟夫·斯塔尔德
约瑟夫·斯塔尔德（德語：Josef Stalder，1919年2月6日—1991年3月2日），瑞士前男子竞技体操运动员。他曾参加1948年和1952年夏季奥运会，总共收获一枚金牌、三枚银牌和三枚铜牌。，入選2024年國際體操名人堂。